# Glinne (obwód lwowski)
Glinne (ukr. Глинне, Hłynne) – wieś na Ukrainie, w obwodzie lwowskim, w rejonie drohobyckim, w hromadzie Drohobycz. W 2001 roku liczyła 37 mieszkańców.